# John Clauser
John Francis Clauser (n. 1 decembrie 1942, Pasadena, California, SUA) este un fizician teoretic și experimental american, cunoscut pentru contribuțiile sale la fundamentele  fizicii cuantice, în special inegalitatea Clauser–Horne–Shimony–Holt (CHSH).
În 2022, a fost distins cu Premiul Nobel pentru Fizică, alături de Alain Aspect și Anton Zeilinger, „pentru experimentele cu fotoni aflați în stare de inseparabilitate cuantică, stabilind încălcarea inegalităților lui Bell și pionierat în știința informației cuantice”.